# Daniel Friedmann
Pour les articles homonymes, voir Friedmann.
Ne pas confondre avec Daniel Friedman, écrivain américain
Daniel Friedmann, né le 15 décembre 1944 à Grenoble, est un sociologue (CNRS) et cinéaste français, enseignant à l'EHESS, où il crée en 2000 le séminaire « Filmer le champ social » qui porte sur les écritures audiovisuelles de la recherche.

## Biographie
Entré au CNRS en 1978, il développe une sociologie des pratiques thérapeutiques traditionnelles et modernes, qui a pour objet l'étude des guérisseurs, sujet de sa thèse de doctorat sous la direction de Pierre Bourdieu, qui a abouti à la parution de l'ouvrage Les Guérisseurs, splendeurs et misères du don (éditions Métailié, 1981). Il poursuit son travail de recherche en étudiant les pratiques de la culture psychothérapeutique moderne, définies comme pratiques du changement individuel et microsocial volontaire qui comprennent les pratiques « parapsychanalytiques », c’est-à-dire les pratiques psychocorporelles et psychoverbales, individuelles ou groupales (1978-1989) et la psychanalyse.

## Travaux
En 1983, il mène une étude socio-anthropologique d’un vêtement, le blue jean, analyseur et révélateur des changements identitaires et culturels, qui aboutit à la publication d'un livre Une Histoire du Blue Jean (Ramsay, 1987),,,. Il montre que l’histoire du jean et sa diffusion connotent la transformation des statuts sexuels, sociaux et générationnels, et illustre une relation dialectique de la mode et de l’anti-mode, le jean apparaissant comme un cas inédit de vêtement anti-mode devenant vêtement de mode tout en dérogeant aux lois de l'usure cyclique de la mode.
Par la suite, il mène une recherche sur le changement collectif d’identité et de culture à travers un processus d’intégration en étudiant l’immigration des Falachas, Juifs noirs d'Éthiopie en Israël (1987-1994), qui donne lieu à la publication de l'ouvrage Les Enfants de la Reine de Saba, Les Juifs d' Ethiopie (Falachas), histoire, exode, intégration (Éditions Métailié, 1994).
Au terme de ce parcours, il écrit un livre sur la relation du chercheur à ses objets de recherche et leurs changements, dans ses dimensions psychologiques, sociologiques et épistémologiques, Un Chercheur dans tous ses états (Éditions Métailié, 1999).
Ses thèmes et problématiques de recherche sont :
- Comparaison du changement individuel et subjectif volontaire à l’œuvre dans les pratiques psychothérapeutiques visant à la singularisation des sujets avec le changement identitaire et culturel des immigrants dans le processus de leur intégration .
- Le langage filmique comme écriture de la recherche.

### Ouvrages
- Daniel Friedmann, Les Guérisseurs, Éditions Métailié, 1981, 260 p.  (ISBN 2-86424-007-6)
- Daniel Friedmann, Une Histoire du Blue Jean, Ramsay, 1987, 297 p.  (ISBN 2-85956-558-2)
- Daniel Friedmann, Les Enfants de la Reine de Saba, Les Juifs d'Éthiopie (Falachas) histoire, exode,  intégration, Éditions Métailié, 1994, 411 p.  (ISBN 2-86424-185-4)
- Daniel Friedmann, Un Chercheur dans tous ses états, Éditions Métailié, 1999, 215 p.  (ISBN 2-86424-320-2)
- Daniel Friedmann, direction du numéro « Filmer, Chercher » revue Communications n°80, novembre 2006.

### Films documentaires
- Daniel Friedmann et Jérôme Blumberg, Gare sans trains (77 min, 1996, CNRS)
- Daniel Friedmann et Jérôme Blumberg, La grève des cheminots à la gare Montparnasse durant le grand mouvement social de l’automne, 1995.
- Daniel Friedmann, Que sont les immigrants devenus ? (47 min, 2005, CNRS) : l’intégration des immigrants éthiopiens en Israël.
- Daniel Friedmann, Lionel's bar, (59 min, 2006, CNRS), ethnographie filmée d’un bar de jazz de Montparnasse.
- Daniel Friedmann, Hôpital Commandante Dr Ordaz, La Havane, (55 min 2009, Psychiatres du Monde-CNRS). Mise en abyme du champ politico-idéologique et des pratiques psychothérapeutiques à Cuba.
- Daniel Friedmann, Chronique marrane, Ethiopie 2007 (55 min, 2009, CNRS) Film sur l’ambivalence identitaire d’une population éthiopienne d’origine falacha et convertie au christianisme.
- Daniel Friedmann, Vivre chez Rothschild, (66 min, 2004, CNRS) Instants de la vie des résidents d’une maison de retraite parisienne.
- Daniel Friedmann(co-réalisation Jérôme Blumberg), Être Psy[11],[12],[13],[14],[15],[16],[17],[18]15 portraits de psychanalystes et 6 films thématiques sur la psychanalyse filmés à 25 ans d’intervalle en 1983 et en 2008. Ce travail aboutit en octobre 2009 à un coffret de 14 DVD édité par les Éditions Montparnasse et le CNRS.
- Daniel Friedmann, Mieux vaut tard que jamais (66 min, 2011) La psychothérapie transculturelle d’une famille hutu-tutsi réfugiée en France (66 minutes).
- Daniel Friedmann, Être Psy (volume 2), de la psychanalyse à la psychothérapie : coffret de 8 DVD comprenant 16 portraits de psychothérapeutes pratiquant des techniques différentes (cognitivistes, comportementalistes, hypnothérapeutes, thérapie familiale, etc.). édités par les Éditions Montparnasse et le CNRS-image
- Daniel Friedmann, Léon de L.A. (52 min, 2012, CNRS), Portrait de Léon, portrait d’un immigrant juif de Pologne qui arrive aux États-Unis au lendemain de la guerre.
- Daniel Friedmann, La dernière femme du premier train (56 min, 2015, Éditions Montparnasse) : l’histoire de Hilda, dernière survivante du premier convoi de femmes arrivé à Auschwitz, le 26 mars 1942, où elle est restée jusqu’à la destruction du camp par les Allemands en janvier 1945. Des documents d’archives montrent la spécificité de la politique antisémite de l'État slovaque pro-nazi. Et Hilda, à travers son récit, met l'accent sur les relations entre les déportés et les SS.
- Daniel Friedmann, (Des)espoirs de paix, (51 min, 2019, Editions Montparnasse), primé au Blow up Arthouse International Chicago Film festival (« Outstanding contribution to peace »).  Il recherche dans un cimetière de plus en plus encombré la tombe d'un être cher qu'il ne trouve pas. Et, au rythme d'une comptine traditionnelle qui scande le rôle de la violence dans l'histoire universelle, il arpente Israël et les territoires palestiniens à l'écoute des (des)espoirs.

- Membre du jury du Festival International Jean Rouch, au Musée de l'Homme, pour l'édition de 2008[19]
- Membre du comité de rédaction de La Revue Documentaires.